# Лауреаты Государственной премии Российской Федерации за 2005 год

## Лауреаты в области литературы и искусства
За создание художественных образов, ставших классикой отечественного киноискусства
- Баталов, Алексей Владимирович, артист кино, кинорежиссёр.

За развитие традиций национального эпоса в современных условиях диалога культур
- Канетов, Нурлан Исмагулович, артист балета.
- Любовский, Леонид Зиновьевич, композитор.
- Харисов, Ренат Магсумович (Ренат Харис), писатель.

За выдающееся исполнительское мастерство и новаторство в области музыкального искусства, открывшие новую страницу в отечественной и мировой культуре
- Плетнёв, Михаил Васильевич, пианист, дирижёр, композитор.

## Лауреаты в области науки и технологий
За выдающийся вклад в развитие материаловедения и разработку уникальных конструкционных материалов и технологий
- Горынин, Игорь Васильевич — академик Российской академии наук, генеральный директор Центрального научно-исследовательского института конструкционных материалов «Прометей» (Государственного научного центра Российской Федерации).

За выдающиеся достижения в области физики высоких энергий
- Скринский, Александр Николаевич — академик Российской академии наук, директор Института ядерной физики имени Г. И. Будкера Сибирского отделения Российской академии наук.

## Лауреаты в области гуманитарной деятельности
За плодотворную просветительскую и миротворческую деятельность, способствующую утверждению непреходящих нравственных ценностей и консолидации общества
- Ридигер, Алексей Михайлович (Патриарх Московский и всея Руси Алексий II)